# ذيل الكلب المنتشر
ذيل الكلب المنساب (باللاتينية: Cynosurus effusus) نوع نباتي من جنس ذيل الكلب.

## الموئل والانتشار
موطنه بلاد الشام والمغرب العربي وقبرص وتركيا واليونان وإيطاليا وفرنسا وإسبانيا والبرتغال.

## مرادفات للاسم العلمي
- (باللاتينية: Cynosurus brizoides Lowe)
- (باللاتينية: Cynosurus obliquatus Link)
- (باللاتينية: Cynosurus elegans subsp. obliquatus (Link) Trab.)